# Vincenzo Negrini
Pour les articles homonymes, voir Negrini.
Vincenzo Bartolomeo Trentanove connu sous le nom de scène de Vincenzo Negrini (né le 24 août 1804 à Cesena et mort le 16 août 1840  à Milan) est un baryton-basse italien.
Vincenzo Negrini chanta des premiers rôles de baryton et de basse dans de grandes maisons d'opéra d'Italie et créa plusieurs rôles d'opéras du début du XIXe siècle, dont celui d'Oroveso dans Norma de Bellini et celui de Folco dans Ugo, conte di Parigi de Donizetti. Une grave maladie du cœur le força à se retirer de la scène en juin 1840. Il mourut à Milan deux mois plus tard à l'âge de 35 ans.

## Biographie
Vincenzo est né en 1804 à Cesena, ville de la région de l'Émilie-Romagne, en Italie. Il est le deuxième des quatre enfants de Luigi Trentanove et de Maria Negrini, de qui provient son nom de scène. Il étudie le chant à Bologne et commence sa carrière de chanteur d'opéra à un jeune âge. Ses premières prestations consignées remontent à la saison du carnaval de 1826 au Teatro Comunitativo (théâtre municipal) de Ravenne, où il joue dans les opéras Didone abbandonata de Mercadante et Semiramide de Rossini.
Au cours des quatre années suivantes, il chante dans divers petits théâtres provinciaux d'Italie, mais joue aussi au théâtre Apollo de Rome dans Caritea, regina di Spagna de Mercadante et Eduardo e Cristina de Rossini, ainsi qu'au théâtre Alfieri (en) de Florence, où il crée le rôle de Rolando dans L'amore in guerra de Luigi Maria Viviani (en). Au début de 1831, il est engagé par le Théâtre ducal de Parme et y chante dans quatre opéras, dont Matilde di Shabran et Le Comte Ory de Rossini. En décembre, il joue à La Scala de Milan, où il crée le rôle d'Oroveso dans la première mondiale de Norma de Bellini, puis y joue dans plusieurs autres opéras pendant la saison de 1832; il crée notamment le personnage de Folco dans la première mondiale d'Ugo, conte di Parigi de Donizetti.
Après la saison de 1832 à La Scala, il chante régulièrement dans d'autres grandes maisons d'opéra italiennes de l'époque, dont le Teatro San Benedetto de Venise, le Teatro Regio de Turin et le Teatro Carlo Felice de Gênes. En 1837, au Theater am Kärntnertor à Vienne, il interprète le rôle-titre de Belisario, le rôle d'Enrico Ashton dans Lucia di Lammermoor et celui de Filippo dans Beatrice di Tenda. Il donne ses dernières interprétations sur scène au Teatro Carlo Felice en 1840, lorsqu'il chante Enrico Ashton dans Lucia di Lammermoor, le rôle-titre du Templario (templier) (en) de Nicolsi et le comte Sentinelli à la première mondiale de Cristina di Svezia d'Alessandro Nini. Après les représentations de ce dernier opéra en juin 1840, il quitte la scène, gravement atteint d'une maladie du cœur,.

Les derniers mois de sa vie, Negrini vit avec la famille Dufour à Milan pendant son traitement au sanatorium qu'elle a fondé en 1830. Il y meurt le 16 août 1840, quelques jours avant ses 36 ans. Accompagnées d'une musique militaire et de choristes de La Scala, ses funérailles eurent lieu à l'église San Vittore Grande (en). Son ami baryton Luigi Goffredo Zuccoli lut l'éloge funèbre au cimetière voisin où Negrini fut enterré. Francesco Regli (en) parla de cet éloge dans le périodique Il Pirata en ces termes :

« Il pleurait […] et tous pleuraient avec lui […] et moi aussi […] j'écris même en pleurant […] je ne sais pas quand mes larmes pourront cesser ! »

## Rôles créés
- Rolando, dans L'amore in guerra de Luigi Maria Viviani, Teatro Alfieri (en), Florence, 8 février 1829[8].
- Oroveso, dans Norma de Vincenzo Bellini, La Scala, Milan, 26 décembre 1831[9].
- Folco, dans Ugo, conte di Parigi de Gaetano Donizetti, La Scala, Milan, 13 mars 1832[9].
- Baron Ernesto di Rowelden, dans L'incognito de Pietro Campiuti, Teatro della Canobbiana, Milan, 13 juin 1832[9].
- Lodrisio, dans Marco Visconti de Nicola Vaccai, Teatro Regio, Turin, 27 janvier 1838[9].
- Comte Sentinelli, dans Cristina di Svezia d'Alessandro Nini, Teatro Carlo Felice, Gênes, 6 juin 1840[9].

## Source de la traduction
- (en) Cet article est partiellement ou en totalité issu de l’article de Wikipédia en anglais intitulé « Vincenzo Negrini » (voir la liste des auteurs).